# En dans på roser
En dans på roser er en dansk kortfilm fra 2007, der er instrueret af Kari Vidø.

## Handling
34-årige Hans bor og arbejder på sine forældres rosengartneri og kan som enearving se frem til at leve resten af sit liv i et drivhus. På vej til en rosenkonkurrence med farens præmierose kommer familien ud for en trafikulykke. Faren dør og Hans indlægges på hospitalet. Her oplever Hans en frydefuld tid og møder sygeplejersken Randi, der får ham til at se livets muligheder i et nyt lys. Hans blomstrer op, men gartneriet er ved at gå i opløsning, og moren kæmper for at få ham tilbage i folden.